# Herman Closson
Herman Closson fou un escriptor belga nascut l'any 1901 i traspassat el 1982. Ben aviat s'orienta vers el teatre. Busca la inspiració en el passat amb Godefroid de Bouillon, Le jeu des quatre fils Aymon, Borgia, Sire Halewijn. No n'hi ha prou de recrear el passat, cal buscar a través d'aquest les motivacions pregones de l'anima.
El 1974 va ser escollit membre de l'Académie royale de langue et de littérature françaises de Belgique.

## Obra dramàtica
- Le jeu des quatre fils Aymon. 1941